# 瑟豪
瑟豪是奥地利施蒂利亚州菲尔斯滕费尔德县的一个市镇。总面积18.18平方公里，总人口1478人，人口密度81.3人/平方公里（2001年）。